# Olaf Jentsch
Olaf Jentsch (* 1970) ist ein ehemaliger deutscher Basketballspieler.

## Laufbahn
Jentsch, ein 1,72 Meter messender Aufbauspieler, bestritt in der Saison 1988/89 sowie in den Spieljahren 1991/92, 1992/93 und 1993/94 für die SG Braunschweig insgesamt sieben Einsätze in der Basketball-Bundesliga. In der Saison 1990/91 gelang ihm mit Braunschweig der Wiederaufstieg in die höchste deutsche Spielklasse, zudem erreichte er mit dem damaligen Zweitligisten das Endspiel um den DBB-Pokal, in dem man Bayer Leverkusen unterlag. Er stand meist im erweiterten Bundesliga-Kader der Niedersachsen und gehörte überwiegend der zweiten Mannschaft an.